# Sigumpar Dangsina
Sigumpar Dangsina is een bestuurslaag in het regentschap Toba Samosir van de provincie Noord-Sumatra, Indonesië. Sigumpar Dangsina telt 851 inwoners (volkstelling 2010).